# Tombe de l'Argile
La tombe de l'Argile (en italien, Tomba dell'Argilla) est une tombe étrusque de la nécropole de Banditaccia à Cerveteri.

## Description
La Tomba dell'Argilla se trouve avec la Tomba dei Leoni dipinti et la Tombe des Chaises et des Boucliers  à l'intérieur du  Tumulus degli Scudi e delle Sedie, qui avec ses 40 m de diamètre est un des plus grands de la nécropole.
C'est une tombe a camera réalisée entre la fin du VIe et le début du Ve siècle av. J.-C..  
Elle était décorée de fresques représentant des danseurs, jongleurs, chevaux et centaures.